# マルタン・サーカス
マルタン・サーカス（Martin Circus）は、1960年代後半に結成されたフランスのバンド。プログレッシブ・ロック・バンドとしてスタートし、以後ポップ・ミュージック、ディスコ、ニュー・ウェイヴと音楽スタイルを変化し続けた。

## 経歴
バンド結成は1968年。当時のフランスのポップ・シーンはアメリカやイギリスの曲のカヴァーが主流を占めていた。しかし、マルタン・サーカスは、ジョニー・アリディのバックバンドで演奏していたイギリス人ミュージシャンのミック・ジョーンズの勧めもあり、フランス語によるロックを目指した。創立メンバーは、やはりジョニー・アリディのバックバンドにいたジェラール・ピサーニ（サクソフォーン）、ボブ・ブロー（ベース、ボーカル）で、すぐにパトリック・ディーチェ（ボーカル、ギター）、ポール＝ジャン・ボロスキ（ボーカル、キーボード）、ジャン＝フランソワ・ルロワ（ドラム）が加入した。ファースト・シングルはディーチェ＆ピサーニ作の「Tout tremblant de fièvre」（VOGUEから発売）、1969年にはアルバム『En Direct du Rock 'n Roll Circus』がヒットした。
その後、ディーチェ、ボロスキ、ルロワが脱退。Alan Jack Civilizationからアラン・ペヴスナー（ギター）とルネ・ゲラン（ドラム）、Balthazarからジェラール・ブラン（ボーカル、ギター）とシルヴァン・ポシャール（キーボード）を迎えて、1971年、ヒット曲「Je m'éclate au Sénégal」（ボロー＆ピサーニ作）を含む2枚組アルバム『Acte II』をリリース。ツアーも拡大し、多くのフェスティバルに出演。クロード・ジディ監督の『クレイジー・ボーイ 突撃大作戦』にも出演した。
1972年にはピサーニが脱退。1973年、ロックオペラ『フランス革命』に出演。1974年、アルバム『Acte III』をリリース。
1975年、ブラン、ペヴスナー、ポシャール、ゲランの4人編成となったバンドはポップ・バンドに転向。アメリカのヒット曲をフランス語で歌ったアルバム『No. 1 USA Hits of the 60's』を発売。その中に収められた「マリレーヌ (Ma-ry-lène)」（原曲はザ・ビーチ・ボーイズの「バーバラ・アン」）はバンド最大のヒットとなった。翌1976年には『Tu Joues Ton Cœur and Rock'n'Roll Circus』を発売。ライブ活動も継続した。
1978年にはコメディ映画『Les bidasses en vadrouille』に主演、サウンドトラックも手掛け、『Martin 'Disco' Circus』のタイトルで発売された。この中にはブラン＆ペヴスナー作、ジル・ティナイレ編曲＆キーボードの「Disco Circus」も含まれる。この曲にはフランソワ・ケヴォーキアンによるディスコ・ヴァージョンもあり、ダンス・ミュージックで広くサンプリングされたりコンピレーションされたりした。アメリカでも曲順を変えてPreludeレコードから発売された。
ドラムマシンの普及を受けてゲランが去り、ペヴスナー、ポシャール、ブランの三人組となったマルタン・サーカスは1979年、『Shine Baby Shine』を発表。1982年、オリジナル・メンバーのピサーニが復帰して、路線をニュー・ウェイブに変更、アルバム『De sang froid』を発表するが、成功とは言い難く、バンドは1980年代半ばに解散した。
2001年にブロー、ピサーニ、ボロフスキ、ディーチェ、ブラン、ゲランが集まり、新曲と過去曲の再録音からなるアルバム『Origines』を発表。2009年、ブランが死去。2016年、ペヴスナーとポシャールがトム・ボック（ボーカル）、フェリックス・サバルレッコ（ドラム）を加えてマルタン・サーカスの名前で活動を再開した。

## メンバー

### 第1期（1968年 - 1971年）
プログレッシブ・ロック・バンドとしてスタート。
- ジェラール・ピサーニ（Gérard Pisani、1941年 - ） - サクソフォーン
- ボブ・ブロー（Bob Brault、1945年 - ）[6] - ベース、ボーカル
- パトリック・ディーチェ（Patrick Dietsch） - ボーカル、ギター
- ポール＝ジャン・ボロスキ（Paul-Jean Borowsky）[7] - ボーカル、キーボード
- ジャン＝フランソワ・ルロワ（Jean-Francois Leroi）[8] - ドラム

### 第2期（1971年）
- ジェラール・ピサーニ - サクソフォーン
- ボブ・ブロー - ベース、ボーカル
- アラン・ペヴスナー（Alain Pewsner、1948年 - ）[9] - ギター
- ルネ・ゲラン（René Guérin、1949年 - ） - ドラム
- ジェラール・ブラン（Gérard Blanc、1947年 - 2009年） - ボーカル、ギター
- シルヴァン・ポシャール（Sylvain Pauchard、1950年 - ） - キーボード

### 第3期（1972年 - 1975年）
- ボブ・ブロー - ベース、ボーカル
- アラン・ペヴスナー - ギター
- ルネ・ゲラン - ドラム
- ジェラール・ブラン - ボーカル、ギター
- シルヴァン・ポシャール - キーボード

### 第4期（1975年 - 1979年）
ポップ・ミュージックからディスコ・バンドに路線変更。
- アラン・ペヴスナー - ギター
- ルネ・ゲラン - ドラム
- ジェラール・ブラン - ボーカル、ギター
- シルヴァン・ポシャール - キーボード

### 第5期（1979年 - 1982年）
- アラン・ペヴスナー - ギター
- ジェラール・ブラン - ボーカル、ギター
- シルヴァン・ポシャール - キーボード

### 第6期（1982年 - 1980年代中頃）
- ジェラール・ピサーニ - サクソフォーン
- アラン・ペヴスナー - ギター
- ジェラール・ブラン - ボーカル、ギター
- シルヴァン・ポシャール - キーボード

### 第7期（2001年）
- ジェラール・ピサーニ - サクソフォーン
- ボブ・ブロー - ベース、ボーカル
- パトリック・ディーチェ - ボーカル、ギター
- ポール＝ジャン・ボロスキ - ボーカル、キーボード
- ルネ・ゲラン - ドラム
- ジェラール・ブラン - ボーカル、ギター

### 第8期（2016年 - ）
- アラン・ペヴスナー - ギター
- シルヴァン・ポシャール - キーボード
- トム・ボック（Tom Bock） - ボーカル
- フェリックス・サバルレッコ（Félix Sabal Lecco） - ドラム

## ディスコグラフィ

### スタジオ・アルバム
- 『マルタン・サーカス』 - En Direct du Rock 'n Roll Circus (1969年)
- 『第二幕』 - Acte II (1971年)
- Acte III (1974年)
- No. 1 USA Hits of the 60's (1975年)
- Tu Joues Ton Cœur (1976年)
- Rock'n'Roll Circus (1976年)
- Martin 'Disco' Circus (Disco Circus) (1978年)
- Shine Baby Shine (1979年)
- De sang froid (1982年)
- Origines (2001年)

### コンピレーション・アルバム
- 『人生は夢だ』 - Tout Tremblant De Fièvre (1973年)
- Singles 69-74 (2002年)